# Термінатор (франшиза)
Terminator — це медіафраншиза: серія фантастичних художніх фільмів й інших творів, яка охоплює історію вигаданого конфлікту між «Skynet» (комп'ютерною мережею зі штучним інтелектом) і силами Руху опору на чолі з Джоном Коннором, що представляють рештки людської раси.
Найвідоміший виріб «Skynet» у її голокості людства — різні серії термінаторів, такі як T-800 (або просто Термінатор), у ролі якого знявся Арнольд Шварценеґґер у першому фільмі 1984 року. Шварценеґґер також зображав інших персонажів-термінаторів; проте із сюжету очевидно, що це все була одна і та ж модель машин. Останній фільм серії («Термінатор: Фатум») зняли і він вийшов на екрани 2019 року.

## Загальні відомості

### Передумови
Головною темою серії фільмів є боротьба за виживання між людською расою і створеним людьми самоусвідомленим штучним інтелектом «Skynet» (англ. "Sky net", букв. «Небесні тенета», вигадана система протиракетної оборони США).
У першому фільмі «Skynet» з'явиться 1984 року — як комп'ютерна система стратегічної оборони США, створена фірмою «Cyberdyne Systems». Ця комп'ютерна система починає себе усвідомлювати і, розцінивши людей як загрозу, намагається знищити людство цілком. Система завдає превентивного ядерного удару по Росії, бо упевнена у неодмінній відповіді. Це спричиняє «ядерний голокост людства», який знищує більшість людського населення планети.
У пост-апокаліптичному світі, що утворився після цього, «Skynet» створює власний автоматизований автономний комплекс, який виробляє роботів. Там створено і термінаторів, яких «Skynet» застосовує проти уцілілих після ядерного бомбардування людей. Деякі люди організовують ефективний спротив «Skynet», що переростає у Рух опору. У якийсь час у майбутньому «Skynet» винаходить подорожі у часі, і обидві сторони — Рух опору і сам «Skynet» намагаються використати цю пекельну машину, щоб виграти війну, — змінивши сучасну нам часову лінію.

### Ідея «Судного дня»
У серії фільмів поняття «Судний день» (тут мається на увазі біблейська ідея Судного дня) стосується часу, коли «Skynet» стала самосвідомою і вирішила знищити людство (тож вона ініціює ракетну атаку на РФ). Через наявність у фільмі часових переміщень і, як наслідок, можливості зміни майбутнього, у самій серії фільмів зазначають кілька дат для Судного дня. У фільмі «Термінатор 2: Судний день» Сара Коннор стверджує, що Судний день станеться 29 серпня 1997 року. Однак, у фільмі «Термінатор 3: Повстання машин» показано, що голокост людства у Судний день відкладено до 25 липня 2004 року. У серіалі «Термінатор: Хроніки Сари Коннор» Судний день знову відкладено до 21 квітня 2011-го завдяки нападу на «Сайбердайн Системз» («Cyberdyne Systems») у серії «Термінатор 2: Судний день».
Після того, як минув останній термін для Судного дня 21 квітня 2011 «BBC News» задалися запитанням: «Як близько були ідеї фільмів серії „Термінатор“ від реальності 2011 року?» — аналізуючи, як далеко просунувся рівень розвитку технологій, а саме суспільство сьогоднішнього дня від передбачень подій і технологій у циклі фільмів «Термінатор».

### Герої циклу
Головні діючи особи творів циклу «Термінатор» — це люди і машини. Причому, як на боці людей є перепрограмовані роботи, так і на боці штучних істот — люди-перевертні.
До протагоністів циклу відносяться: Джон Коннор, лідер Руху опору; Сара Коннор, його матір; Кайл Риз, сержант Руху опору, батько Джона — і деякі другорядні персонажі, наприклад, Маркус Райта, Дерека Риз та інші.
Головним антагоністом усіх часів виступає комп'ютерна система «Скайнет» і її творіння-термінатори: зокрема, власне Термінатор, Т-Х (Термінатрикс), Т-1000 («рідкометалевий») — та інші роботи.
Також у циклі є перепрограмовані машини або термінатори-ренеґати, які виступають на боці людства: Т-800 («Дядько Боб»), Т-850 (котрого послала в минуле Кейт Брустер), Т-1001 (самосвідомий «рідкометалевий» інфільтратор, котрий став Кетрін Вівер у серіалі «Термінатор: Хроніки Сари Коннор») і, нарешті, головна героїня «Хронік» — чарівна і смертоносна Cameron.

## Фільми

### Термінатор
«Термінатор» — це науково-фантастичний фільм 1984 року, знятий компанією «Orion Pictures», режисером і співавтором сценарію якого був Джеймс Кемерон; у ньому знімалися Арнольд Шварценеґґер, Лінда Гемілтон і Майкл Бін. Це перша картина із серії фільмів «Термінатор». У цьому фільмі машини під проводом штучного інтелекту «Skynet» захоплюють світ у найближчому майбутньому. У процесі досягнення своєї мети (цілковитого знищення людства), «Skynet» розробляє кіборгів-убивць, названих у фільмі термінаторами, які зовні здаються людьми. 
Людина на ім'я Джон Коннор очолює Рух опору (у фільмі його називають «Tech Com») проти комп'ютерної системи «Skynet», щоби врятувати людство. Розцінюючи людську перемогу як невідворотну, машини єдиним виходом бачать послати термінатора у минуле, щоб убити Сару Коннор (Джонову матір) до того, як вона народить сина; таким чином, сама можливість виникнення Руху опору унеможливлюється. Розуміючи, що доля людства повисла на волосині, — Джон Коннор посилає солдата Кайла Риза у минуле слідом за термінатором, щоб той захистив його матір і його, Джонове, існування.

### Термінатор 2: Судний день
«Термінатор 2: Судний день» — це сиквел 1991 року до оригінального фільму «Термінатор», його реліз зробила компанія «TriStar Pictures». Співавтором сценарію, режисером і продюсером був Джеймс Кемерон, а в головній ролі знялися Арнольд Шварценеґґер, Лінда Гемілтон, Едвард Ферлонґ і Роберт Патрік. Після того, як машини не змогли запобігти народженню Джона Коннора, — вони зробили другу спробу 1995-го року. Цього разу «Skynet» намагався вбити Джона у дитячому віці з допомогою потужнішого термінатора, T-1000. Як і минулого разу, Джон послав у минуле для себе-молодшого захисника. Ним став перепрограмований T-800, ідентичний термінаторові з минулого фільму. Через одинадцять років підготовки до майбутньої війни, Сара вирішує скористатися тією ж тактикою, яку машини застосували до неї: запобігти самій «Skynet» з'явитися — знищивши «Cyberdyne Systems» до того, як вона створить свою систему протиракетної оборони, наділену штучним розумом.

### Термінатор 3: Повстання машин
«Термінатор 3: Повстання машин» є уже сиквелом до фільму «Термінатор 2: Судний день», що випустили компанії «Warner Brothers» у США і «Columbia Pictures» відповідно у решті світу. Режисером фільму став Джонатан Мостов, а знялися в картині Арнольд Шварценеґґер, Нік Стал, Клер Дейнз і Крістанна Локен.
Унаслідок знищення «Cyberdyne Systems» наприкінці фільму «Термінатор 2» — появу «Skynet» лише відклали, а не унеможливили. У остаточний спробі забезпечити машинам перемогу у війні із людством, найновіший термінатор T-X переміщається у часі в минуле, щоб знищити якнайбільше майбутніх сподвижників Джона Коннора, включаючи його самого і його майбутню дружину Кейт Брустер. Після того, як у майбутньому Джона Коннора вбиває термінатор T-800 (машина-убивця скористалася прихильністю Джона до цієї серії роботів), — Кейт перепрограмовує цього робота і посилає його у минуле, аби він захищав Джона від потужної T-X.

### Термінатор 4: Спасіння прийде
«Термінатор: Спасіння прийде» — це четверта картина із серії художніх фільмів про термінаторів. Фільм зняла компанія «The Halcyon Company», а дистриб'юторами знову виступили «Warner» і «Columbia». На екранах фільм з'явився 21 травня 2009 року. Сценарій написали Джон Бранкато і Майкл Феррис, а також Джонатан Ноллан і Ентоні Цуйкер. Режисером картини став МакДжі, і в ролі Джона Коннора знявся Крістіан Бейл.
Після того, як «Skynet» знищила більшість людства у ядерному голокості, — Джон Коннор бореться за те, щоб очолити Рух опору. Проте, у цьому майбутньому Маркус Райт (Сем Вортинґтон, якого персонально рекомендував на роль Джеймс Кемерон) якимось чином спричинює зміни в часовій лінії. Наслідком цього є те, що серію термінаторів T-800 (його зіграв Роланд Кікінджер, якого з допомогою комп'ютерної графіки зробили схожим на Арнольда Шварценеґґера) було створено набагато раніше, аніж її очікували. Увагу у фільмі також сконцентровано на долі юного Кайла Риза (Антон Єльчін), зокрема, бо він став важливою людиною у сюжеті першої картини і всієї серії фільмів «Термінатор».

### Термінатор 5: Генезис
«Термінатор: Генезис» вийшов на екрани 1 липня 2015 року (22 червня в Берліні). Фільм знятий «Skydance Productions», дистриб'ютором виступила «Paramount Pictures».
Є одночасно переказом перших двох фільмів серії та новою історією, що розгортається в альтернативних гілках історії. «Skynet» незадовго до своєї поразки в 2029 році посилає Т-800 і Т-1000 в різні десятиліття, щоб знищити малу Сару в 1973 і прибулого в минуле Кайла в 1984. Однак Сару рятує невідомо ким перепрограмований Т-800, наступні роки готуючи її до боротьби з Т-1000 і Т-800 в 1984. Минулого, показаного в фільмі «Термінатор» і наступних, не стається, історія розвивається зовсім інакше. Кайл і Сара мусять попередити запуск в 2017 році мережі «Генезис», яка створена самою «Скайнет» з метою забезпечити своє існування. В цьому фільмі їм протистоїть нова модель термінатора, Т-3000, створена на основі тіла Джона Коннора.

## Телебачення

### Термінатор: Хроніки Сари Коннор
Телесеріал «Термінатор: Хроніки Сари Коннор», що демонстрували у мережі «Fox», залучив до картини акторів Ліну Гіді як Сару Коннор, Томаса Деккера як Джона Коннора і Саммер Ґлау як нового персонажа — термінатора Cameron. У цьому серіалі, який створив Джош Фрідман, події початково відбуваються навколо Сари і Джона у часовій лінії, яка склалася після «Термінатор 2: Судний день», коли було знищено «Cyberdyne Systems». У фільмі постійно чути закадровий голос Сари, яка цитує свої «хроніки». Однак, Саммер Ґлау, яка грає роль загадкового термінатора-охоронця Джона, поступово переміщається на перший план і стає головною героїнею серіалу. Виконавчий продюсер Джеймз Міддлтон запевнив у часописі «Variety», що у серіалі буде прив'язка до «Термінатор: Спасіння прийде»; проте, МакДжі [режисер «Спасіння прийде»] пізніше роз'яснив у інтерв'ю, що «головним у процесі написання сценарію є Джош Фрідман, а він сказав, що ми не можемо вже ухопитися за сюжетну лінію ["Спасіння прийде"]». Серіал було скасовано після закінчення другого сезону у квітні 2009-го року; усього ж було знято 31 епізод по 40 хвилин кожен.

## Знімальна група
| Картина                       | Режисер         | Сценарист(и)                                                                                      | Продюсер(и)                                                   |
| ----------------------------- | --------------- | ------------------------------------------------------------------------------------------------- | ------------------------------------------------------------- |
| Термінатор                    | Джеймз Кемерон  | Джеймз Кемерон, Ґейл Енн Гьорд і Вільям Вішер, мол.                                               | Ґейл Енн Гьорд                                                |
| Термінатор 2: Судний день     | Джеймз Кемерон  | Джеймз Кемерон і Вільям Вішер, мол.                                                               | Джеймз Кемерон                                                |
| Термінатор 3: Повстання машин | Джонатан Мостов | Сюжет: Джон Ді. Бранкато, Майкл Феррис і Теді Сараф'ян Сценарій: Джон Ді. Бранкато і Майкл Феррис | Маріо Кассар, Гел Ліберман & Джоель Бі. Мішелз                |
| Термінатор 4: Спасіння прийде | МакДжі          | Джон Ді. Бранкато і Майкл Феррис Джонатан Нолан і Ентоні І. Цуйкер                                | Дерек Андерсон, Моріц Борман, Віктор Кубічек і Джефрі Сильвер |
| Термінатор 5: Генезис         | Алан Тейлор     | Патрік Люсьє та Алетта Калогрідіс                                                                 | Девід Еллісон                                                 |
| Термінатор: Фатум             | Тім Міллер      | Біллі Рей, Девід С. Ґоєр                                                                          | Джеймс Кемерон, Девід Еллісон, Девід С. Ґоєр                  |

### Ролі виконали
| Персонаж             | Картина              | Картина                          | Картина                              | Картина                                                  |                              |                          |
| Персонаж             | Термінатор (1984)    | Термінатор 2: Судний день (1991) | Термінатор 3: Повстання машин (2003) | Термінатор 4: Спасіння прийде (2009)                     | Термінатор 5: Генезис (2015) | Термінатор: Фатум (2019) |
| Термінатор           | Арнольд Шварценеґґер | Арнольд Шварценеґґер             | Арнольд Шварценеґґер                 | Роланд Кікінгер (Roland Kickinger) Арнольд Шварценеґґерб | Арнольд Шварценеггер         | Арнольд Шварценеггер     |
| др. Пітер Сильберман | Ерл Боєн             | Ерл Боєн                         | Ерл Боєн                             |                                                          |                              |                          |
| Сара Коннор          | Лінда Гемілтон       | Лінда Гемілтон                   |                                      | Лінда Гемілтон (г)a                                      | Емілія Кларк                 | Лінда Гемілтон           |
| Кайл Риз             | Майкл Б'єн           | Майкл Б'єнв                      |                                      | Антон Єльчин                                             | Джай Кортні                  |                          |
| Джон Коннор          |                      | Едвард Фурлонг                   | Нік Стал                             | Кристіан Бейл                                            | Джейсон Кларк                |                          |
| Кейт Брюстер         |                      |                                  | Клер Дейнз                           | Брайс Даллас Говард                                      |                              |                          |
| Майлз Дайсон         |                      | Джо Мортон                       |                                      |                                                          | Кортні Венс                  |                          |
| T-1000               |                      | Роберт Патрік                    |                                      |                                                          |                              |                          |
| T-X                  |                      |                                  | Кристанна Локен                      |                                                          |                              |                          |
| Маркус Райт          |                      |                                  |                                      | Сем Вортинґтон                                           |                              |                          |
| Блер Вільямз         |                      |                                  |                                      | Мун Бладґуд                                              |                              |                          |
| Cameron              |                      |                                  |                                      |                                                          |                              |                          |
| Cromartie            |                      |                                  |                                      |                                                          |                              |                          |
| T-1001               |                      |                                  |                                      |                                                          |                              |                          |

- ↑  а) Не зазначено в титрах.
- ↑  б) Зовнішність Шварценеґґера створено з допомогою комп'ютерної графіки за зразком його обличчя з фільму 1984 року, відсканованого і оцифрованого.[10] Сам Шварценеґґер не зміг узяти участь у фільмі через виконання обов'язків губернатора Каліфорнії.
- ↑  в) Б'єн представляв свого персонажа у камео. Цю сцену вирізано у театральному показі,[11] проте він є у «Спеціальному виданні» фільму.

## Сприйняття

### Касові збори
| Картина                                                                                              | Дата виходу    | Касові збори | Касові збори | Касові збори   | Рейтинг зборів     | Рейтинг зборів          | Кошторис   | Джерело |
| Картина                                                                                              | Дата виходу    | США          | Інші країни  | Загальні       | США (за увесь час) | Загальні (за увесь час) | Кошторис   | Джерело |
| --- | -------------- | ------------ | ------------ | -------------- | ------------------ | ----------------------- | ---------- | ------- |
| Термінатор                                                                                           | 26 жовтня 1984 | $38,371,200  | $40,000,000  | $78,371,200    | #1,678             |                         | $6.4 млн.  | [ 12 ]  |
| Термінатор: Судний день                                                                              | 3 липня 1991   | $204,843,345 | $315,000,000 | $519,843,345   | #121 #100(A)       | #96                     | $102 млн.  | [ 13 ]  |
| Термінатор 3: Повстання машин                                                                        | 2 липня 2003   | $150,371,112 | $283,000,000 | $433,371,112   | #230               | #137                    | $170 млн.  | [ 14 ]  |
| Термінатор: Спасіння прийде                                                                          | 21 травня 2009 | $125,322,469 | $246,030,532 | $371,353,001   | #341               | #179                    | $200 млн.  | [ 15 ]  |
| Термінатор: Генезис                                                                                  | 1 липня 2015   | $89,760,956  | $350,842,581 | $440,603,537   | #771               | #224                    | $155 млн.  | [ 16 ]  |
| Усього                                                                                               | Усього         | $518,908,126 | $884,030,532 | $1,402,938,658 | Н/Д                | Н/Д                     | $478.4 млн | Н/Д     |
| Примітка - (A) означає зважені збори на основі поточних цін на квитки (підраховано Box Office Mojo). |                |              |              |                |                    |                         |            |         |

### Оцінка критиків
| Картина                       | Rotten Tomatoes   | Rotten Tomatoes  | Metacritic      |
| Картина                       | Загальна          | Top Critics      | Metacritic      |
| ----------------------------- | ----------------- | ---------------- | --------------- |
| Термінатор                    | 100% (44 огляди)  | 100% (6 оглядів) | 84 (11 оглядів) |
| Термінатор 2: Судний день     | 98% (45 оглядів)  | 91% (11 оглядів) | 68 (16 оглядів) |
| Термінатор 3: Повстання машин | 70% (198 оглядів) | 60% (41 огляд)   | 66 (41 огляд)   |
| Термінатор: Спасіння прийде   | 33% (265 оглядів) | 33% (40 оглядів) | 52 (35 оглядів) |
| Середні рейтинги              | 75%               | 71%              | 69              |

### Культурний вплив
Серія фільмів «Термінатор» спричинила відчутний вплив на культуру, особливо оригінальні фільми Джеймса Кемерона, «Термінатор» і «Термінатор 2: Судний день». Серія фільмів посіла 17-ту сходинку серед топ-25 кінофраншиз усіх часів і народів, відповідно до даних сайту «IGN», а також у списку найприбутковіших франшиз усіх часів. Згідно з інформацією сайту «Rotten Tomatoes», серія фільмів «Термінатор» є шостою найрейтинговішою серією фільмів після таких як: «Історія іграшок (серія мультфільмів)», «Доларова трилогія», «Володар перснів (кінотрилогія)», «Безумний Макс (кінотрилогія)» і «Зоряні війни» (епізоди 4-6), проте передує трилогії «Індіана Джонс».
«Термінатор» обрано Бібліотекою Конгресу США для збереження у Національному реєстрі фільмів як «культурно, історично чи естетично значущий». Американський інститут кіномистецтва (AFI) також визнав серію такою, що спричинила особливий вплив: фраза «I'll be back» із фільму «Термінатор» займає 37 сходинку посеред найкращих кіноцитат усіх часів, тоді як «Hasta la vista, baby» із другого фільму посіла 76th позицію у цьому ж списку. Персонажа Термінатор (робота серії T-800) із фільму «Термінатор» визнано 22-м за популярністю лиходієм усіх часів; при цьому інший кіборг цієї ж серії цієї ж моделі у фільмі «Термінатор 3: Судний день» став найпопулярнішим героєм усіх часів у списку «100 найкращих героїв і лиходіїв за версією AFI»; хоча це (технічно) один і той самий персонаж, і його зазначено у двох протилежних списках. У списку «100 Years…100 series» («100 років…100 серій»), франшиза «Термінатор» здобула 42-гу позицію посеред найзахопливіших фільмів усіх часів. Нарешті, «Термінатор 2: Судний день» посів 8-му позицію у списку «AFI» серед топ-10 картин науково-фантастичного жанру.
Обидва фільми стали предметом багатьох культурних обговорень, наслідувань і посилань, наприклад, у випадку із фразою “I’ll be back” у багатьох кінострічках, включаючи самого Арнольда у фільмі «Людина, що біжить», кількох камео Роберта Патріка в ролі T-1000, у «Останньому кіногерої» і «Світі Вейна». Сімпсони також багато раз використовували і цитати і мотиви обох фільмів.
Якщо казати про критичне сприйняття, то перші два фільми також виділяються особливим чином. «Термінатор 2» єдиний посеред усіх серій фільму, що привернув до себе таку увагу журі Кіноакадемії (6 номінацій і 4 премії «Оскар»). На додаток до високої оцінки серед топ-критиків, британський кіножурнал «Total Film» визнав картину «Термінатор» 72-им серед найкращих фільмів у світі, а «Термінатор 2: Судний день» — 33-ім. Обидва фільми, безсумнівно, входять до списку «Топ-250» від IMDb.
Усі чотири фільми серії «Термінатор» мали потужні рейтинги касових зборів; хоча після того, як Джеймс Кемерон залишив знімальну команду, серія ніби наочно демонструвала дію закону спадної дохідності стосовно кожного подальшого фільму. «Термінатор» приніс творцям $78 млн в усьому світі, набагато перевершивши «скромні» $6 млн свого кошторису і ставши несподіванкою для самих творців. «Термінатор 2: Судний день» зібрав приблизно $520 млн глобальної каси, ставши головним блокбастером і топ-касовим фільмом 1991 року. «Термінатор 3: Повстання машин» не виправдав очікувань продюсерів: він зібрав «лише» $433 млн, ставши лише сьомим найуспішнішим фільмом 2004-го року. «Термінатор: Спасіння прийде» отримав близько $371 млн за межами США, ставши найнижчою за прибутковістю картиною посеред серій фільмів за 2009 рік.

#### Культурний вплив в Україні
- Під час російсько-української війни з'явилися Герої, які були прозвані в українському народі «Кіборги».  У соціальних мережах одразу з'явилися фотожаби, які почали порівнювати «Кіборгів» із найпопулярнішим кіборгом - кіборгом Термінатором.

### Термінатор: Хроніки Сари Коннор
Сезонний рейтинг (базується на зваженій середній кількості глядачів телесеріалу поепізодно) для «Термінатор: Хроніки Сари Коннор» у США:
| Сезон | Час показу                               | Прем'єра сезону   | Закінчення сезону | Телесезон       | Рейтинг | Глядачі (в млн) |
| ----- | ---------------------------------------- | ----------------- | ----------------- | --------------- | ------- | --------------- |
| 1     | Неділя, 20:00 (13 січня)                 | 13 січня 2008 р.  | 3 березня 2008 р. | 2008 р.         | №36     | 11,4            |
| 1     | Понеділок, 21:00 (14 січня – 3 березня)  | 13 січня 2008 р.  | 3 березня 2008 р. | 2008 р.         | №36     | 11,4            |
| 2     | Понеділок, 20:00 (8 вересня – 15 грудня) | 8 вересня 2008 р. | 10 квітня 2009 р. | 2008–2009 р.-р. | №71     | 4,64            |
| 2     | П'ятниця, 20:00 (14 лютого – 10 квітня)  | 8 вересня 2008 р. | 10 квітня 2009 р. | 2008–2009 р.-р. | №71     | 4,64            |

Прем'єру серіалу в США 13 січня 2008 року дивилися 18,6 млн чоловік.
Пілотний епізод отримав рейтинг 11,1 від компанії «Nielsen Media Research» 13 січня 2008 р. Головні пресові огляди на пілотну серію були, у цілому, позитивними. Газета «USA Today» нагородила пілотний епізод рейтингом 3,5 із 4, назвавши серіал «розумним, крутим і цікавим». Щоденна газета «Нью-Йорк Таймс» висловилась про серіал як про «один із найлюдяніших сюжетів у науковій фантастиці, який будь-коли доводилося бачити», тоді, як газета «Лос-Анджелес Таймс» назвала шоу «таким, що має серце і є дуже чуттєвим» і має «майже шекспірівське розуміння долі проти свободи волі», де бачимо «багацько справді величних бойових сцен і вибухів, а також хитромудрих пристроїв, детально розроблених в майбутньому і "нашвидкоруч" у сьогоденні».
На додачу, кіножурнал «Дейлі Вераєті» назвала пілотний епізод «цікавим доповненням відомого бренду цього фінансово вигідного кіноконвеєру», що демонструє «вражаючий, рясний на реалістичні спецефекти і події екшн; будемо відверті, очі розбігаються від споглядання Ґлау і Гіді». На початку другого сезону журнал «Вераєті» дуже схвально висловлювався стосовно «чудової гри Гіді, якій вдається бути кмітливою, і спритною, і крутою — і водночас, печальною і вразливою», і що «Хроніки» переносять глядача «у світ постійної небезпеки, перед якою постають герої серіалу». Щоденна газета «Коннектикут Пост» розмістила серіал у списку «Топ-10 телешоу 2008-го року»: «Це розумна і добра історія, що провокує на роздуми на тему батьківства, долі й людської природи; серіал відзначено чудовими акторськими робо́тами Ліни Гіді у ролі Сари і Саммер Ґлау [у ролі Cameron]». На сайті «Metacritic», що подає нормалізований рейтинг зі 100% із кожного відгуку на твір: перший сезон отримав середній рейтинг 74 на основі 24 відгуків. Другий сезон здобув рейтинг 67 на основі лише 4-х оглядів.

## Інші твори
Написано кілька серій книг, коміксів, пов'язаних із серією фільмів «Термінатор». Фільми також новелізовано.

### Книги

#### Романи
- «Термінатор», (перша новелізація) Шона Гатсона (1984)
- «Термінатор», (друга новелізація) Ренделла Фрейкса (1991)
- «Термінатор 2: Судний день», новелізація Ренделла Фрейкса (1991)
  - «T2 (трилогія)» С.М. Стирлінґа
    - «T2: Інфільтратор» (2002)
    - «T2: Буря наближається» (2003)
    - «T2: Майбутня війна» (2004)

  - «Термінатор 2: Нові хроніки Джона Коннора» Рассела Блекфорда
    - «Темні майбуття» (2002)
    - «Злі години» (2003)
    - «Смутні часи» (2003)

  - «Термінатор 2: Час вовка» Марка Тайдерманна (2004)
- «Термінатор 3: Повстання машин» новелізація Девида Гаґберґа (2003)
  - «Термінатор 3: Сни термінатора» Аарона Олстона (2004)
  - «Термінатор 3: Полювання термінатора» Аарона Олстона (2005)
- «Термінатор: Спасіння прийде», новелізація Алана Дина Фостера (2009)
  - «Термінатор: Спасіння прийде: Із попелу» Тимоті Зана (2009)
  - «Термінатор Спасіння прийде: Холодна війна» Ґреґа Кокса (2009)
  - «Термінатор: Спасіння прийде: Випробування вогнем» Тимоті Зана (2010)

Стирлінґ, Блекфорд і Олстон написали власні унікальні романи. Тайдерманнові романи є продовженням творів Блекфорда. Фостер, Зан і Кокс разом створили одну часову лінію.

#### Інші книги
- «T-2: Судний день: Книга за мотивами фільму» Джеймса Кемерона і Вільяма Вішера (1991)
- «Як знімали "T-2: Судний день"» Дона Шея і Джоді Данкана  (1991)
- «Термінатор 3: Повстання машин (Т 3: ROTM) — офіційний стратегічний гід» від «Prima» (2003)
- «Мистецтво "Термінатор: Спасіння прийде"» Тари Беннетт (2009)
- «Офіційний гід для "Термінатор: Спасіння прийде"» Тари Беннетт (2009)

### Комікси і романи в картинках
1988 року видавництво «NOW Comics» видало серії книжок про Джона Коннора як головного героя з 2029 року, після того, як він послав у минуле Кайла Риза (у 1984 рік), щоб захистити матір Джона. Було видано сімнадцять випусків і дві обмежені серії.
Видавництво «Dark Horse Comics» купило права на «Термінатора» в 1990-му році і надрукувало серію (під заголовком «Буря» на обкладинці для розрізнення). У творах видавництва йшлося про групу людських вояків і чотирьох термінаторів, які перемістилися у наш час із майбутнього, щоб убити чи захистити відповідно розробників «Skynet». Один із Термінаторів — Дадлі (Dudley), людина-лікар із кібернетичними імплантами; він зраджує свою групу, бо він усвідомлює, що здатний змінити минуле. У сиквелі, виданому наступного року (називався він «Термінатор: Другорядні цілі»), Термінатора C890.L (лідера Термінаторів, що вижив), було перепрограмовано знищити іншого Термінатора — якого послала «Skynet» допомагати C890.L у справі ліквідації Сари Коннор. У коміксі «Ворог усередині», що вийшов одразу після «Другорядних цілей», перепрограмований Термінатор C890.L перебудовується і модифікує себе, стаючи таким чином іще небезпечнішим, аніж будь-коли; у той час як група людей намагається переміститися в минуле і перебити розробників «Skynet». Комікс 1992 року під назвою «Кінець гри» завершує цей цикл: людина-полковник Мер Ренделл, втрачає в останньому бою Дадлі і своїх солдат, захищаючи вагітну Сару Коннор. Сара народжує дівчинку Джейн; дівчинка в майбутньому стане лідером повстанців, швидко упорається зі «Skynet» — а та не встигне винайти подорожі в часі.
1992 року видавництво «Dark Horse» опублікувало ван-шот, написаний Джеймзом Дейлом Робінзоном і намальована художником Меттом Ваґнером. У ван-шоті мовиться про жінку-Термінатора і бійців руху Опору, що борються за життя іншої Сари Коннор: у цій історії її звуть Сара Ланґ, вона вийшла заміж за художника Майкла Коннора і має намір вбити свого чоловіка через його гроші. Наступного року вийшла обмежена серія «Мисливці і Вбивці» (англ. "Hunters and Killers"), де події розгортаються під час війни: створено особливих термінаторів із керамічними скелетами і справжніми людськими органами, щоб видавати себе за лідерів Руху опору РФ. Інша обмежена серія вийшла 1998 року, яка зосереджує увагу на злигоднях двох пошкоджених термінаторів у Долині Смерті. Вони убили чоловіка на ім'я Кен Норден, помилково вважаючи його дружину Сару і сина Джона за Коннорів. Цей комікс слідує серії року — коміксові «Темні роки», де Джон Норден (Jon Norden) б'ється у лавах Руху опору у 2030-му році. У «Темних роках» іншого Термінатора послано убити Джона Коннора і його матір у 1999-му.
У серіях коміксів Термінатори перетинаються із «Робокопом», «Суперменом» і навіть «Чужим проти Хижака». У коміксі 1992-го року «Робокоп проти Термінатора» і коміксі 2000-го «Супермен проти Термінатора: Смерть майбутньому» герої повинні запобігти війні, що призводить до розорення в майбутньому. 2000-го року «Dark Horse» також видало «Чужий проти Хижака проти Термінатора», де «Skynet» упадає у сплячку після Великої перемоги над нею Джоном Коннором; потім вона активізується, повертається у часі в минуле і створює гібрид Термінатора і Чужого (персонажа серії фільмів «Чужий»). Клон персонажа Еллен Риплі (із «Чужий 4: Воскресіння») і Хижак об'єднуються, щоб зупинити Чужого.
Видавництво «Malibu Comics» опублікувало дві серії коміксів 1995 року. Перший був сиквелом до картини «Термінатор 2: Судний день», де Сара і Джон стикаються із двома T-800 і жінкою-T-1000. Другий — приквелом до всієї кіноепопеї; він показує, як Коннор посилає Риза і T-800 назад у минуле, і як було створено T-1000 (що отримує свою зовнішність від захопленого в полон солдата). Закінчення історій обох випусків було опубліковано окремим виданням.
Видавництво «Beckett Comics» випустило три серії для підтримки фільму «Термінатор 3: Повстання машин», кожна із яких включає два випуски.
Комікс 2007-го року «Термінатор 2: Інфініті» — це серія від компанії «Dynamite Entertainment» (сиквел до «Повстання машин») зображає Коннора 17 липня 2009 року. Кейт Брустер померла за рік до цього, і Джонові допомагає вижити і боротися Термінатор із майбутнього на ім'я Дядько Боб (це робот серії 800 моделі CSM-101). Вони створюють радіомаяк, щоб зібрати разом уцілілих людей, закладаючи підвалини Руху опору. Серія також перегукується із іншою серією видавництва «Dynamite Entertainment» — два випуски історії про Джейн Пейнкіллер. Видавництво «Dynamite Entertainment» випускає сиквел до «Термінатор: Революція», і в той же час видавництво «IDW Publishing» випускає тай-ін до «Термінатор: Спасіння прийде»; можливо, через те, що попередній випуск коміксів цього видання базувався на ліцензії «Термінатор 2».

### Відеоігри
Медіа-франшизу (серію творів) поповнила велика кількість комп'ютерних і відеоігор , а також ігор інших типів, де сюжет зосереджено, головним чином, на майбутній війні.
- «Термінатор» (1990–1993) — гра для платформ DOS, NES, Sega Master System, Sega Genesis, Sega Game Gear, SNES, Sega CD
- Термінатор (1991) — картриджна гра від Tiger Electronics
- «Термінатор 2: Судний день» (1991) — для операційної системи MS-DOS, а також для комп'ютерів Commodore 64, ZX Spectrum, Amiga, Atari ST, і приставок NES, Sega Master System, Game Boy, Sega Genesis, Sega Game Gear, SNES
- «Термінатор 2: Судний день» (аркада) (1992) — для платформ MS-DOS, Amiga, NES, Sega Master System, Game Boy, Sega Genesis, Sega Game Gear, SNES
- «Термінатор 2029» (1992) — DOS
- «Термінатор 2: Судний день — Шахові війни» (1993) — під MS-DOS
- «РобоКоп проти Термінатора» (1993) — для приставок Sega Master System, Game Boy, Sega Genesis, Sega Game Gear і SNES
- «Термінатор: Шаленство» (1993) — під MS-DOS
- «Термінатор: Потрясіння майбутнього» (1995) — під MS-DOS
- «Скайнет» (1996) — під MS-DOS
- «Термінатор: карткова гра» (2000) — колекційна карткова гра від компанії Precedence Entertainment
- «Термінатор: Сутінки долі» (2002) — для приставок PlayStation 2 і Xbox
- «Термінатор (мобільний)» (2003) — гра для мобільних телефонів
- «Термінатор 3: Повстання машин» (2003) — для приставок PlayStation 2, Game Boy Advance, Xbox і для мобільних телефонів
- «Термінатор 3: Війна машин» (2003) — для Microsoft Windows
- «Термінатор: I'm Back!» (2004) — сиквел гри для мобільних телефонів
- «Термінатор 3: Спокута» (2004) — для платформ PlayStation 2, Nintendo GameCube, Xbox
- «Термінатор: Спасіння прийде» (2009) — для Windows, а також для приставок Xbox 360 і PlayStation 3
- «Terminator Genisys: Revolution» (2015) — безкоштовний шутер для смартфонів від третьої особи з мікротранзакціями, що включають нових персонажів і зброю[65][66].
- «Terminator Genisys: Future War» (2017) — безкоштовна ММО-стратегія для смартфонів, дія якої відбуваються під час майбутньої війни між людьми та Skynet.
- «Terminator: Resistance» (2019) — відеогра у жанрі екшен від першої особи, випущена у листопаді 2019 року. Гра головним чином зосереджена на оригінальній війні майбутнього, показаній у фільмах «Термінатор» та «Термінатор 2: Судний день».

### Рольова гра
Вперше анонсована у 2020 році компанією Nightfall Games, настільна рольова гра «The Terminator RPG» вийшла в цифровому форматі 1 червня 2022 року, а фізична версія з’явилася пізніше того ж року. Гра заснована на першому фільмі та серії графічних романів і коміксів від Dark Horse Comics.

## Атракціони
- «T2 3-D: Битва крізь час», атракціон у парках компанії Universal Studios: «Universal Orlando Resort» (Флорида), «Universal Studios Japan» (Осака) i «Universal Studios Hollywood» (Каліфорнія); співавтором сюжету атракціонів був Джеймз Кемерон.

## Додаткові джерела
- Terminator Wiki на Terminator, Wikia wiki
- Термінатор (франшиза) на сайті AllMovie (англ.)
- Screenplays to the films
- A Whiteboard That Explains Terminator's Entire History